# Меда, Игорь Олегович
Игорь Олегович Меда (род. 29 апреля 1967, Заветное, Кочубеевский район, Ставропольский край, СССР) — советский и российский футболист, полузащитник и защитник. С 2006 года является главой Заветненского территориального округа (ранее — сельсовета) Кочубеевского района Ставропольского края.

## Карьера
Начинал карьеру в 1988 году в «Локомотиве» из Минеральных Вод во Второй лиге СССР. Летом 1989 года пополнил ряды «Нарта». В феврале 1990 года перешёл в армавирское «Торпедо». В августе того же года вернулся в Минеральные Воды. В 1992 году подписал контракт с «Кубанью». В 1993—1995 годах защищал цвета клуба «Крылья Советов», который, как и предыдущий клуб, также выступал в Высшей лиге. В 1996—1997 годах не играл по причине травмы. В 1998 году пополнил ряды «Урала», в котором завершил карьеру в 2003 году.

## Достижения
- Победитель зоны «Урал» Второго дивизиона (2): 2001, 2002
- Серебряный призёр зоны «Урал» Второго дивизиона: 2000
- Бронзовый призёр зоны «Урал» Второго дивизиона: 1998

## Личная жизнь
Дочь Александра (род. 1991) — профессиональная футболистка.